# Dithiolane
Un dithiolane est un hétérocycle organosulfuré dérivé structurellement du cyclopentane en remplaçant deux ponts méthylène –CH2– par un atome de soufre. Les composés parents sont le 1,2-dithiolane et le 1,3-dithiolane. Quelques données relatives à ces composés sont présentées dans le tableau ci-contre (sans indication, ce sont celles du 1,2-dithiolane).
Les 1,2-dithiolanes sont des disulfures cycliques, à l'instar de l'acide lipoïque.
Les 1,3-dithiolanes sont des groupes protecteurs importants pour les composés carbonyle dans la mesure où ils demeurent inertes dans une large gamme de conditions. La réaction d'un groupe carbonyle avec du 1,2-éthanedithiol (en) HSCH2CH2CH2CH2SH donne une 1,3-dithiolane :

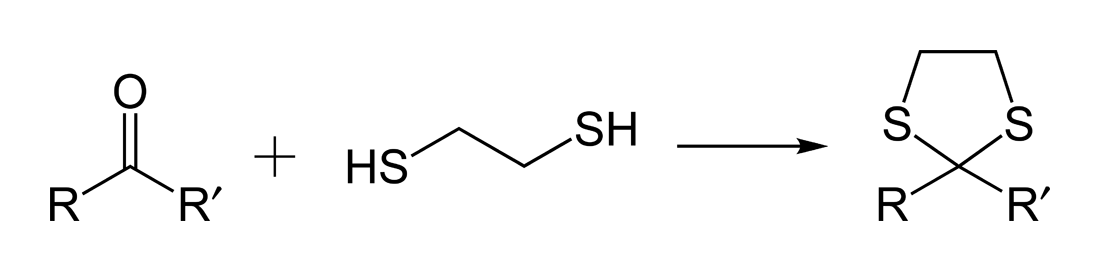
Formation d'un 1,3-dithiolane à partir d'un carbonyle et de 1,2-éthanedithiol.